# På vägen uppåt skyndar jag
På vägen uppåt skyndar jag är en sång från 1898 med text av Johnson Oatman (jr) och musik av Charles H. Gabriel.

## Publicerad i
- Kom 1905 som nr 79 under rubriken "Trosliv och helgelse".
- Frälsningsarméns sångbok 1968 som nr 216  under rubriken "Helgelse".
- Frälsningsarméns sångbok 1990 som nr 469 under rubriken "Ordet och bönen".
- Sångboken 1998 som nr 105.